# آنیزی ۱۶۷۶۵
سیارک ۱۶۷۶۵ (به انگلیسی: 16765 Agnesi، نامگذاری:1996UA) شانزده هزار و هفتصد و شصت و پنجمین سیارک کشف شده‌است که در ۱۶ اکتبر ۱۹۹۶ کشف شد.
قدر مطلق سیارک برابر ۱۴٫۰۰ است.